# Muscle tarsal supérieur
Le muscle tarsal supérieur (ou muscle palpébral supérieur) est une couche musculaire lisse profonde de la paupière supérieure.

## Trajet
Le muscle tarsal supérieur prend naissance sur le tendon terminal du muscle releveur de la paupière supérieure.
Ses fibres ont une direction verticale.
Il se termine sur le bord convexe du tarse supérieur.

## Innervation
Le muscle tarsal supérieur reçoit son innervation du système nerveux sympathique. Les fibres sympathiques post-ganglionnaires prennent naissance dans le ganglion cervical supérieur et se déplacent via le plexus nerveux carotidien interne, où de petites branches communiquent avec le nerf oculomoteur lors de son passage dans le sinus caverneux. Les fibres sympathiques continuent jusqu'à la branche supérieure du nerf oculomoteur, où elles pénètrent dans le muscle tarsien supérieur par sa face inférieure.

## Action
Son rôle n'est pas tout à fait clair, mais ce serait peut être un muscle accessoire pour soulever la paupière supérieure.

## Aspect clinique
Des dommages à certains éléments du système nerveux sympathique peuvent inhiber ce muscle, provoquant une paupière tombante (ptose partielle). Cela se voit dans le syndrome de Claude Bernard-Horner. La ptose observée dans le syndrome de Claude Bernard-Horner est d'un degré moindre que celui observé avec une paralysie du nerf oculomoteur.

## Confusion possible
Le terme muscle de Müller est parfois utilisé comme synonyme. Cependant, le même terme est également utilisé pour les fibres circulaires du muscle ciliaire,. Compte tenu de la confusion possible, l'utilisation du terme muscle de Müller doit être déconseillée à moins que le contexte ne lève toute ambiguïté.